# 愛知県道411号城下老津線
愛知県道411号城下老津線（あいちけんどう411ごう しろしたおいつせん）は、愛知県豊橋市内を通る一般県道である。

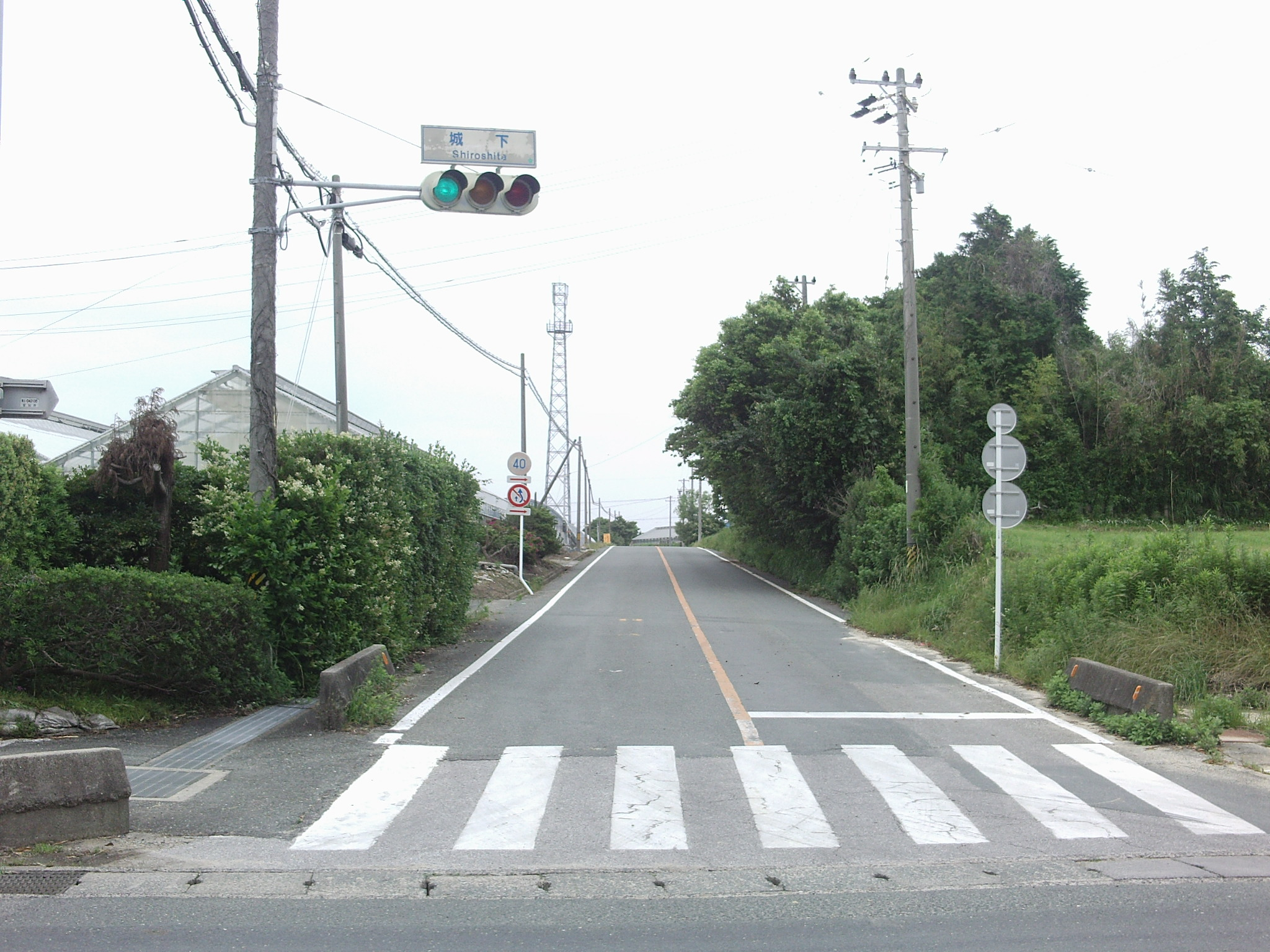
城下町。表浜街道に接する。

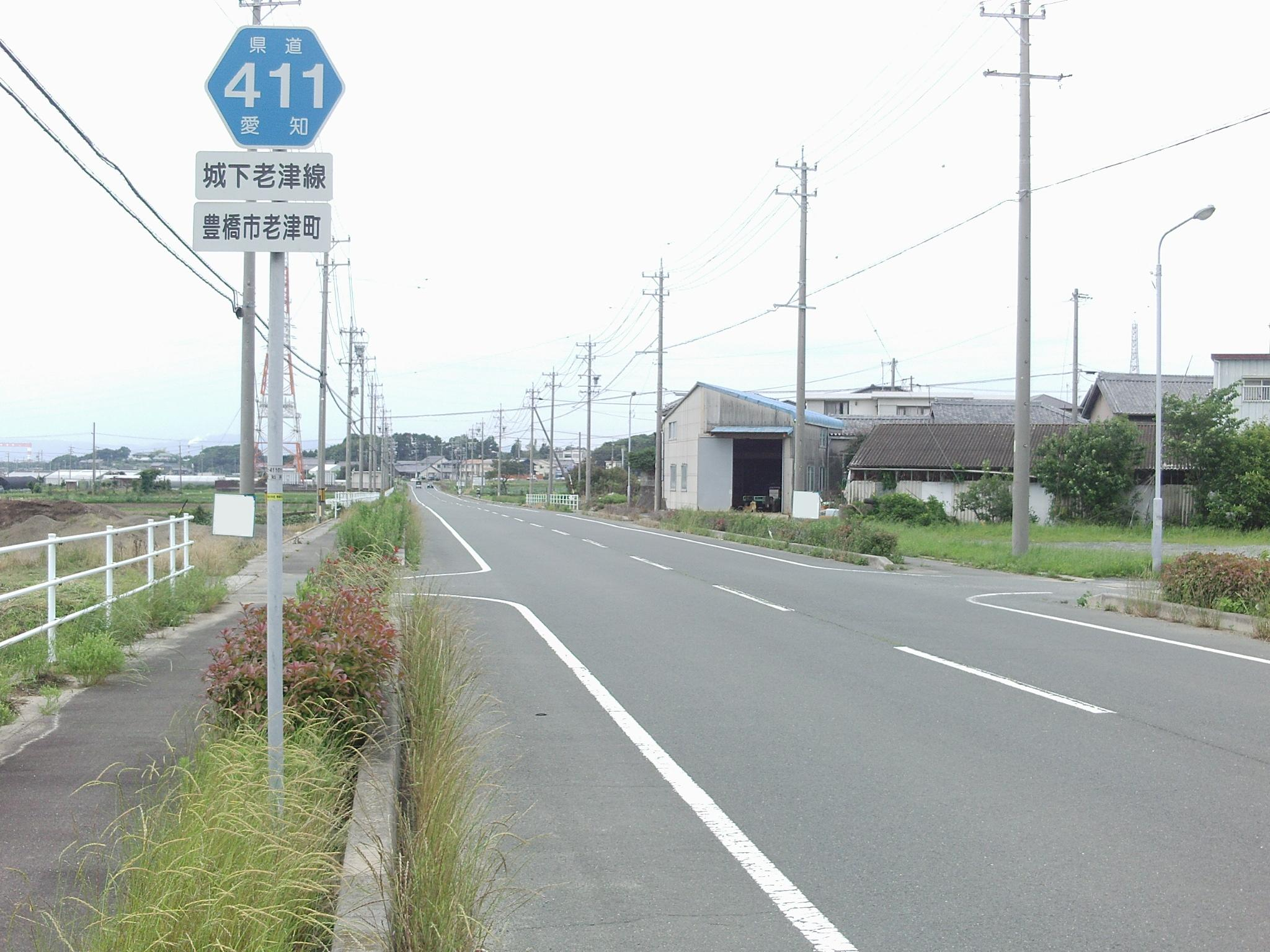
老津町。沿線は主に圃場。

## 概要

### 路線データ
- 起点：愛知県豊橋市城下町
- 終点：愛知県豊橋市老津町

## 沿革
- 1959年12月15日 認定

## 接続する道路
- 国道42号（表浜街道）（城下交差点）
- 愛知県道410号伊古部老津線（豊橋市老津町西高縄）
- 国道259号（田原街道）（老津町交差点）

## 沿線
- 豊橋市立家政高等専修学校
- 豊橋鉄道渥美線 老津駅